# گورتز (هفته‌نامه)
نشریهٔ گورتز (به فارسی: کار) اولین نشریه به زبان ارمنی در تبریز است که در سال ۱۹۰۴ و به سردبیری وارتابد منتشر شد.